# Borinage

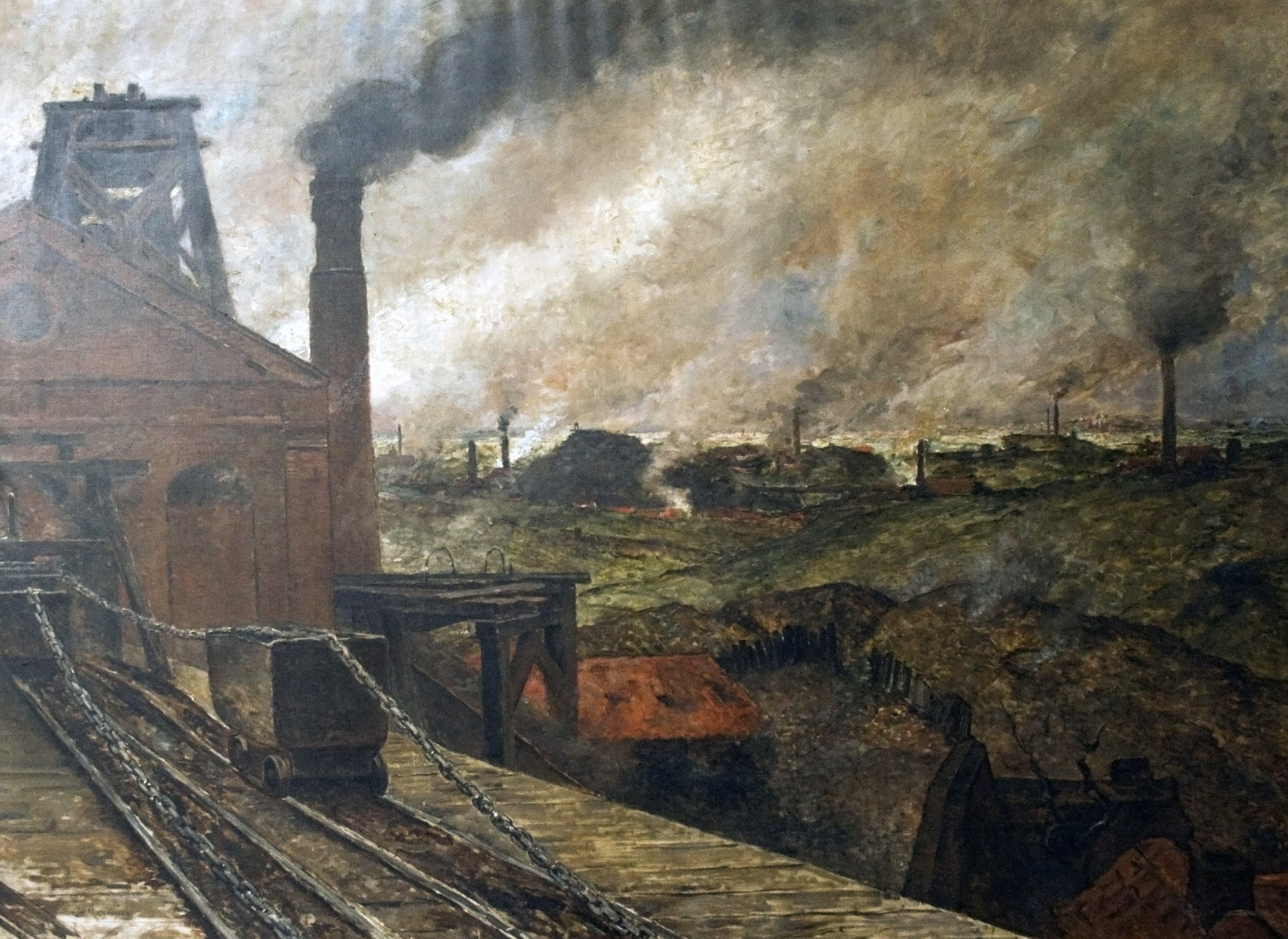
Pays Noir – Borinage ("Borinage – Det svarta landet") av Constantin Meunier.

Borinage är ett landskap i den belgiska (vallonska) provinsen Hainaut, kring provinshuvudstaden Mons. I området ligger även orterna Jemappes, Quaregnon, Frameries, Paturages, Wasmes och Dour. Borinage var tidigare ett viktigt industrilandskap med många stenkolgruvor, järngjuterier och stenbrott. 1933 spelade Joris Ivens in dokumentären Misère au Borinage om den stora gruvarbetarstrejken i området 1932. De sista gruvorna stängdes på 1960-talet.